# توفيق الشحي
توفيق الشحي (1978م-) هو كاتب ومهندس مياه عماني، ولد في خصب، تخرج بدرجة بكالوريوس هندسة مدنية من جامعة السلطان قابوس في 2003م، ويعمل في الهيئة العامة للكهرباء والمياه، صدر له كتاب «لو كانوا يعلمون» (2011م) وهو عبارة عن نصوص في الثقافة والتاريخ والعلم، لكنه يركز أكثر في تاريخ الفيزياء ابتداء من نيوتن وحتى إدوارد ويتن، تبعتها مجموعة قصصية من أدب الرعب «إنه يبيع الموت» (2013م)، ثم في عام 2016 كتاب «أساطير الأولين» الذي يتناول الآثار والتاريخ القديم للشعوب، قبل أن ينشر روايته الأولى «نسياً منسياً» عام 2017م.

## مؤلفات
صدرت له عدة أعمال أدبية منها:
| صورة الغلاف | عنوان الكتاب                                    | تاريخ الكتاب | دار النشر                   | معرّف الكتاب           | مُعرِّف ويكي بيانات |
| ----------- | ----------------------------------------------- | ------------ | --------------------------- | --------------------- | ---------------- |
|             | لو كانوا يعلمون                                 | 2011         | الدار العربية للعلوم ناشرون | (ردمك 9786140103740 ) | Q108326728       |
|             | إنه يبيع الموت                                  | 2013         | الدار العربية للعلوم ناشرون | (ردمك 9786140108868)  | Q108345131       |
|             | أساطير الأوَّلين                                  | 2016         | الدار العربية للعلوم ناشرون | (ردمك 9786140118867)  | Q108370058       |
|             | نسياً منسياً                                      | 2017         | الدار العربية للعلوم ناشرون | (ردمك 9786140121027)  | Q108384557       |
|             | وتِلك الأيام عن الإنسان والحضارة والتاريخ القديم | 2019         | مكتبة كنوز المعرفة          |                       | Q108392488       |
|             | كتبها: مجهول!                                   | 2020         | مكتبة كنوز المعرفة          |                       | Q108392803       |